# P-3 Orion
P-3 Orion (укр. «Ора́йон») — американський патрульний та протичовновий літак. Розроблений наприкінці 1950-х компанією Lockheed. Був створений на базі Lockheed L-188 Electra і по суті є його військовою модифікацією. Найбільше P-3 «Оріон» різних модифікацій перебуває на службі у Військово-морських силах США і в Морських силах самооборони Японії. Виробництво літаків велося в США і Японії.
Протягом понад 50 років експлуатації літака і його модифікацій, P-3 багато разів модернізувався, особливо в частині, що стосується БРЕО. Численні військово-морські флоти та повітряні сили у всьому світі продовжують використовувати P-3 «Оріон», в першу чергу для морського патрулювання, розвідки, протикорабельної та протичовнової боротьби. Всього побудовано 757 одиниці P-3. У 2012 році він став одним з небагатьох військових літаків, експлуатація яких в Збройних силах США триває понад півстоліття (серед них Boeing B-52 Stratofortress, Boeing KC-135 Stratotanker, Lockheed C-130 Hercules і Lockheed U-2). Літаки P-3C, що залишаються на озброєнні ВМС США, планується замінити на Boeing P-8 Poseidon.

## Історія створення і будівництва
Наприкінці 1950-х років, коли на озброєнні флотів провідних держав світу з'явилися атомні підводні човни, у ВМС США дійшли висновку, що основний патрульний протичовновий літак Р-2 «Нептун» застарів — для пошуку і знищення ПЧА противника був потрібний авіаційний протичовновий комплекс нового покоління.

### P-3A/В
Прототипом P-3 «Оріон» став випущений компанією Lockheed пасажирський літак L-188 «Електра» — один з перших в США літаків з турбогвинтовим двигуном. Тактико-технічні вимоги до перспективного літака ПЧО командування авіацією флоту США затвердило у серпні 1957 року. Перемогу в конкурсі проектів здобула компанія «Локхід», яка запропонувала варіант чотиримоторного літака P3V-1. Макет прототипу був виготовлений у вересні 1958 року, а 25 листопада 1959 піднявся в повітря аеродинамічний прототип VP3V-1 (позначення — модель 185 «Оріон»), в який переобладнали третю дослідну «Електру» — літом 1959-го. На ньому посилили планер (довжина фюзеляжу при цьому була зменшена на 2,24 метри), збільшили запас палива, передбачили можливість монтажу в передній частині фюзеляжу пошукової РЛС, а в хвостовій — штангу з детектором магнітних аномалій. Був доданий відсік озброєння і встановлено нову авіоніку. Відсік озброєння був призначений для розміщення торпед, глибинних бомб, мін, або ядерної зброї. У літака також були десять пілонів зовнішньої підвіски озброєння під площинами.
Перший серійний екземпляр VP3V-1 піднявся в повітря 15 квітня 1961 року. В порівнянні з L-188, на передсерійних P-3 була перероблена кабіна пілотів для поліпшення огляду вниз-вперед. Фюзеляж був також змінений — він був розділений по горизонталі палубою, пасажирських ілюмінаторів не було. У верхній частині розміщувалася герметична кабіна об'ємом 195 м³, що дозволило створити комфортні умови для операторів і розмістити в ній основні елементи протичовнового обладнання, радіогідроакустичні засоби пошуку, системи радіозв'язку. Екіпаж, який складався з 10 осіб (п'ять членів екіпажу і п'ять операторів на чолі з офіцером з тактичної координації) отримав доступ до більшості блоків апаратури і можливість усувати деякі її несправності в польоті, а також вручну перезаряджати чотири з 52 пускових установок радіогідроакустичних буїв. Скидання останніх здійснювалося за допомогою піротехнічних патронів. Протичовнове обладнання включало активну радіоакустичну систему Julie, яка використовувала в якості джерела акустичної енергії вибухові заряди з наступним прийомом відбитих від цілі сигналів, і пасивну Jezebel, яка використовувала пасивні низькочастотні РГАБ, авіаційний магнітометр (MAD) AN/ASQ-10, газоаналізатор AN/ASR-3 Sniffer, для виявлення вихлопів дизельних двигунів підводних човнів, дві РЛС огляду переднього і заднього секторів земної поверхні AN/APS-80, антени яких були синхронізовані так, щоб забезпечувати сумарне кругове поле огляду за одне сканування.
У випробуваннях на авіабазі Патаксен-Рівер брали участь три прототипи VP3V-1. В березні 1962 у випробувальному центрі ВМС літало ще п'ять передсерійних бортів, шостий передали у Військово-морської центр оцінки систем озброєнь в Альбукерке. Випробування нового протичовнового літака завершилися в червні 1962 року. Через місяць, у зв'язку з переходом на нову систему позначень авіаційної техніки збройних сил США, літак отримав позначення P-3 «Оріон».
У 1963 році U.S. Navy Bureau of Weapons (BuWeps) уклало контракт розробку бортового комп'ютера для P-3 «Оріон». Нова система обробки та аналізу інформації випробовувалася на 35-му серійному Р-3, а, починаючи з 110-го літака, стала штатною. З 1962 до 1965 року було виготовлено і передано авіації ВМС 157 одиниць літаків Р-3А.
Активне будівництво в Радянському Союзі атомного ракетоносного підводного флоту і активізація дій ВМФ СРСР в Світовому океані у середині 1960-х роках вимагали від ВМС США вдосконалення сил базової патрульної авіації і розширення її оперативних можливостей. Тож наступною серійною модифікацією «Оріона» став Р-3В. Він відрізнявся від Р-3А було більш потужними і економічними турбогвинтовими двигунами Allison T56-A-14 (у Р-3А — Allison T56-A-10W) потужністю на валу 3361 кВт (4910 к.с.) і новою системою виявлення підводних човнів Deltic (встановлювалась і на P-3A починаючи зі 109-ї серійної машини). До складу озброєння ввели керовані ракети AGM-12 Bullpup класу «повітря-поверхня». Всього було випущено 144 одиниці Р-3В.

### P-3C
Незважаючи на успішну експлуатацію в ході конфлікту в Індокитаї, ефективне застосування «Оріонів» під час блокади Куби, гідроакустичне обладнання P-3 не задовольняло американських військових. Протягом п'яти років у ВМС США велися дослідження зі створення нової автоматизованої системи обробки даних і управління пошуковим обладнанням літака. Остаточним варіантом АСУ A-NEW, яка найбільше відповідала поставленим завданням. Платформою для цього комплексу стала модифікація Р-3С («Charlie»). Р-3С став першим e світі протичовновим літаком з централізованим комп'ютером обробки інформації від пошукової та навігаційної систем. Крім того, ЕОМ видавала команди на скидання радіогідроакустичних буїв і застосування зброї. Використання бортового цифрового комп'ютера AN/ASQ-114 і нового акустичного процесора AN/AQA-7 дозволило значно збільшити ефективність роботи гідроакустичного комплексу — одночасно оброблялася інформація від 31 РГАБ. На літаку були повністю оновлені засоби радіозв'язку і навігації. Цифрова апаратура зв'язку дозволила здійснювати обмін даними з іншими літаками, кораблями і береговими пунктами управління. Можливості з виявлення надводних цілей розширені за рахунок установки нової РЛС AN/ARS-115 та заміни прожектора нізькорівневою телевізійною системою.
Перший політ YP-3C виконав у вересні 1968. Поставки ВМС США серійних літаків розпочалися у 1969. У подальшому Р-3С «Оріон» пройшов п'ять програм модернізації.
Перша модернізація стосувалася збільшення продуктивності центрального бортового комп'ютера AN/ASQ-114 — обсяг оперативної пам'яті збільшено в сім разів, встановили новий акустичний процесор AN/AQA-7(V)8 DIFAR (англ. Directional Acoustic Frequency Analysis and Recording) і приймальну апаратуру радіонавігаційної системи «Омега». Перший модернізований P-3C здійснив політ у квітні 1974, втім комплектуватись новим обладнанням літаки, що будувалися, почали тільки з січня 1975. Всього побудовано 31 Р-3С цієї модифікації.
Наступна значна модернізація P-3C проведена в другій половині 1970-х: бортове озброєння літака поповнилося протикорабельним ракетами AGM-84 Harpoon, БРЕО — інфрачервоною системою огляду передньої півсфери, здійснено ряд удосконалень, пов'язаних з акустичними пошуковими системами. В результаті вийшов багатоцільовий ударний літак, здатний автономно здійснювати пошук і вражати надводні та підводні цілі будь-якого класу. Випробування Р-3С upd.2 розпочалися у серпні 1977 року в Патаксен-Рівер. З 1977 до 1981 року побудовано 44 літаки даної модифікації. У 1981–1985 роках на 24 одиницях Р-3С встановлене більше надійне навігаційне і радіообладнання. Це, інколи, вважається третьою (проміжною) модернізацією «Оріонів».
Четверта (враховуючи проміжну) модернізація включала повне оновлення апаратури обробки сигналів від радіогідроакустичних буїв. Новий комплекс був розроблений на базі обчислювача обробки акустичної інформації IBM Proteus UYS-1 acoustic. Центральний бортовий комп'ютер СР-901 дозволяє одночасно обробляти інформацію від 99 РГАБ. Встановлено нового приймача сигналів буїв AN/AQH-4(V). Крім того, додалася можливість підвіски на внутрішньому підкриловому пілоні контейнера з апаратурою РЕБ AN/ALQ-78.
П'ята і остання значна модернізація Р-3С здійснювалася з 1987 до 1991 року компанією Boeing. Внаслідок неї можливості радіоелектронного обладнання літака з виявлення малошумних підводних човнів зросли в п'ять разів. Крім того «Оріон» зміг нести ракети AGM-84E SLAM, призначені для ураження наземних цілей. П'ятий прототип «Оріона» здійснив перший політ в грудні 1991. Були і інші програми модернізації Р-3С, зокрема за програмою LRAACA (літак ПЧО дальньої дії з можливостями нанесення ударів по наземних і надводних цілях) компанії Lockheed (1988—1990), який передбачав будівництво модифікації P-3G (Р-7А), втім вони не були реалізовані.

## Бойове застосування P-3 Orion

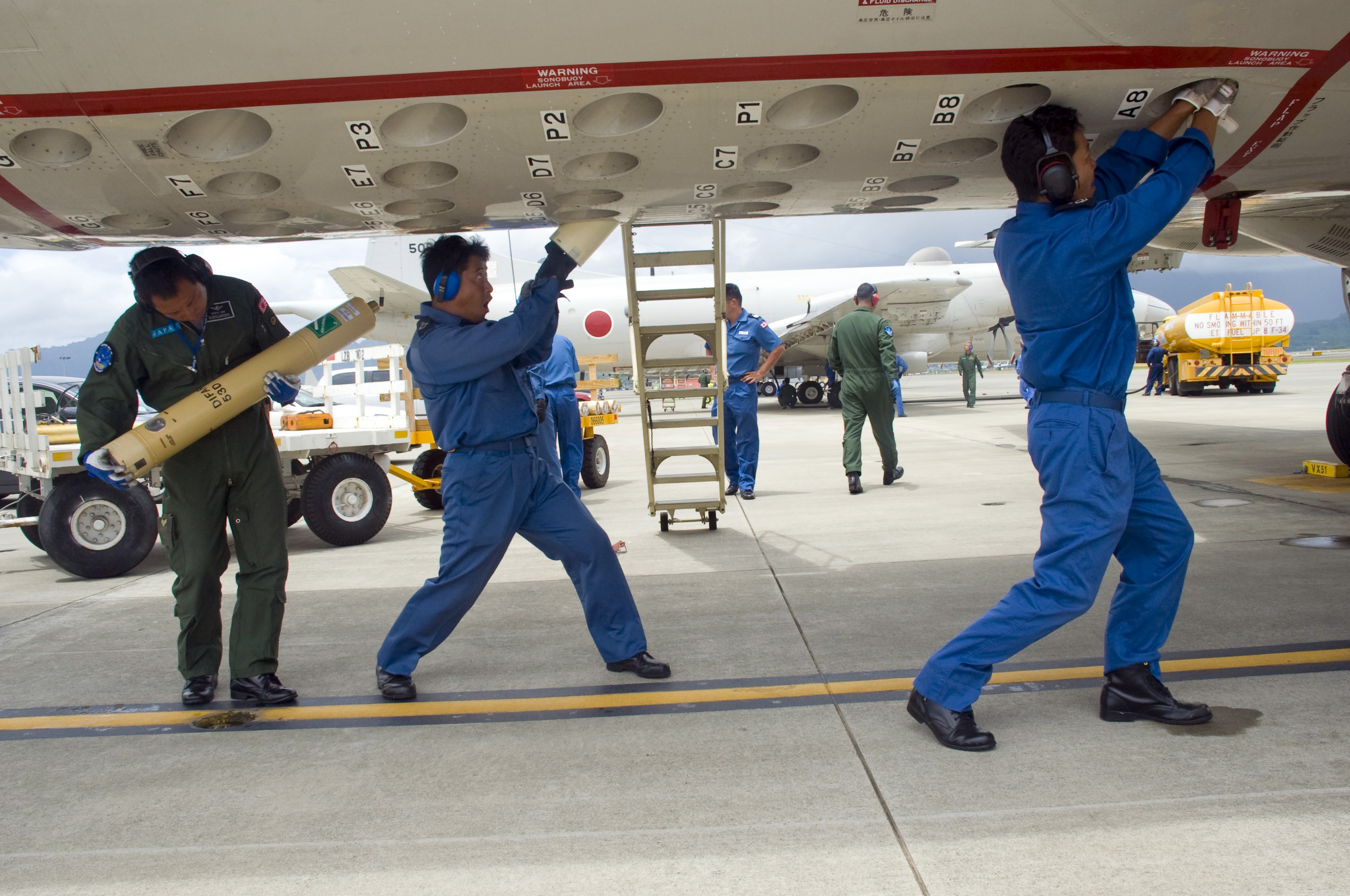
Завантаження радіогідроакустичних буїв в пускові установки P-3C «Оріон»

Основне призначення літаків морської базової патрульної авіації — спостереження за підводними човнами. Протичовнові літаки цілодобово патрулюють акваторії, що прилягають до узбережжя США, а також райони ймовірного знаходження атомних підводних човнів з балістичними ракетами. На «Оріони» покладаються завдання точного визначення місця розташування підозрілих підводних об'єктів, їх ідентифікація, а якщо необхідно, то і їх знищення. Радіус дії Р-3 становить 3835 км, а типовим режимом є восьмигодинне патрулювання на двох двигунах в заданому районі на віддаленні до 1850 км від бази.
Основним засобом пошуку і виявлення підводних човнів на «Оріонах» є радіогідроакустичні буї. На літаках P-3C застосовуються активні РГАБ ненаправленного дії AN/SSQ-47B і пасивні AN/SSQ-53B системи DIFAR. За допомогою спеціальних буїв типу AN/SSQ-57 визначається спектр розподілу рівнів шумів моря. У більшості типів буїв розміри стандартні. На літаку P-3C може розміщуватися до 87 буїв різних типів. Вони скидаються за допомогою пускових установок, які являють собою трубчасті напрямні, всередині яких знаходиться пороховий заряд із електричним запалюванням. 48 таких напрямних (кожна для одного РГАБ) в нижній, негерметизованій частини фюзеляжу споряджається безпосередньо перед польотом. У верхній, герметизированій частини розташовані чотири пускові установки, призначені для скидання інших буїв. Вони споряджаються лише під час польоту. Вибір типу буя проводиться в залежності від виконуваного завдання. При цьому характеристики кожного буя вводяться в ЦЕОМ, з тим щоб він за заданою програмою міг бути скинутий автоматично в потрібній точці польоту.
Блокада Куби і війна в Індокитаї, в яких активно використовувалися P-3, — яскраві, але не головні епізоди бойової служби «Оріонів». Крім пошуку субмарин, Р-3 здійснювали і здійснюють навчальні мінні постановки, загоризонтне цілевказання і оповіщення в інтересах надводних кораблів, метеорозвідку, координацію пошуково-рятувальних операцій.

## Країни-оператори P-3 Orion

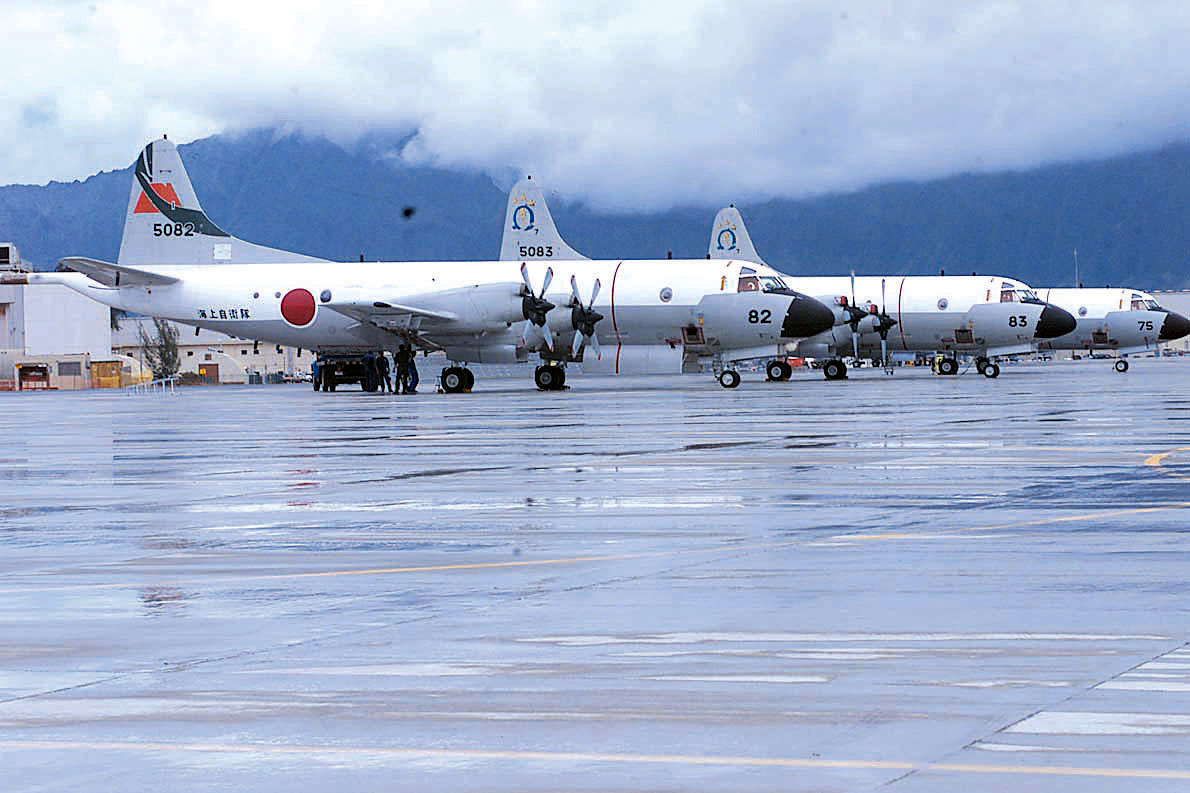
P-3C Морських сил самооборони Японії

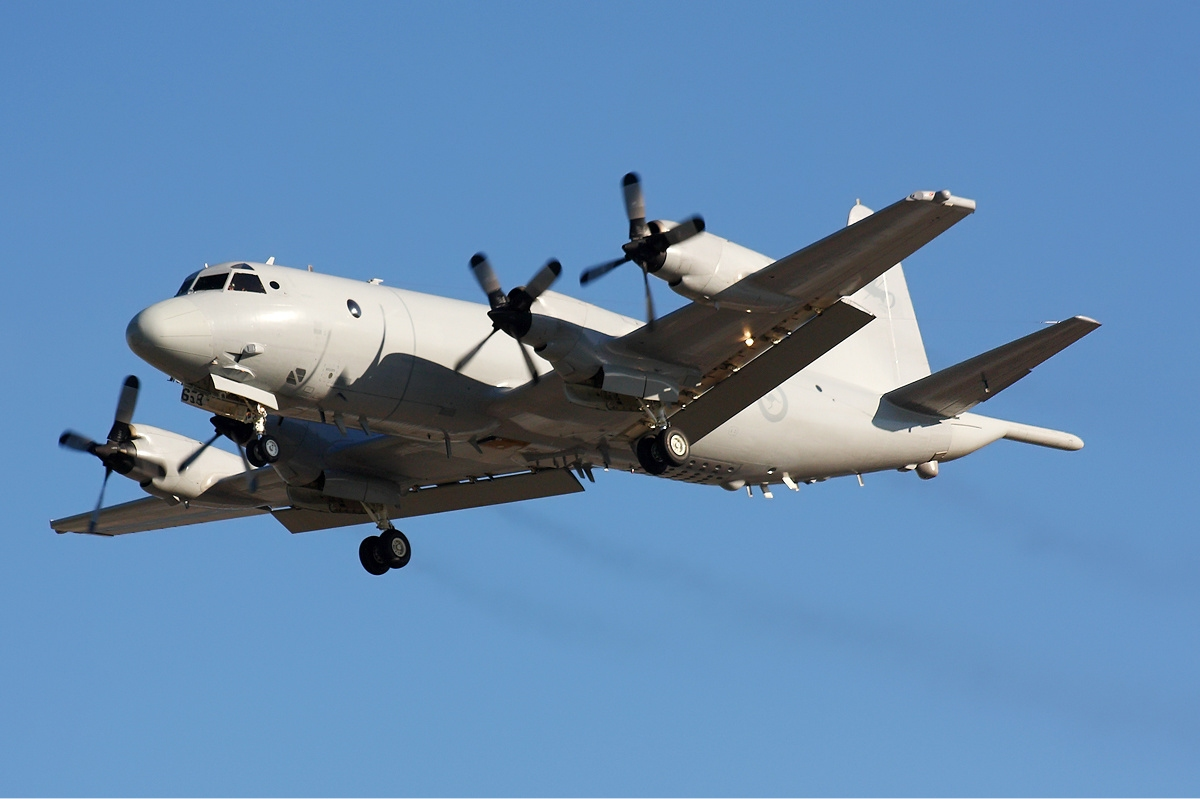
AP-3C (P-3W) Королівських ВПС Австралії

Перший міжнародний показ «Оріона» відбувся на Паризькому авіаційно-космічному салоні в Ле Бурже у 1963 році. Літак демонструвався в польоті і на стоянці. В повітрі машина показала «патрульний» режим — на двох двигунах і розвороти з радіусом близько 500 м. Патрульний літак в першу чергу пропонувався на експорт союзникам по НАТО. Р-3 різних модифікацій в значних кількостях передавалися союзникам США. «Оріони» перебувають на озброєнні Аргентини, Австралії, Бразилії, Греції, Іспанії, Нідерландів, Нової Зеландії, Норвегії, Ірану, Пакистану, Португалії, Південній Кореї, Чилі, Таїланду, Японії. Японці, маючи розвинену авіаційну і електронну промисловість, вирішили за краще налагодити ліцензійне виробництво, а не закуповувати готові літаки в США. Японські морські сили самооборони посідають друге місце в світі за кількістю «Оріонів» після ВМС США.
| Оператор                                     | Модель                                     |
| -------------------------------------------- | ------------------------------------------ |
| Повітряні сили Австралії                     | 19 AP-3C                                   |
| Військово-морські сили Аргентини             | 6 P-3B                                     |
| Повітряні сили Бразилії                      | 8 P-3A                                     |
| Військово-морські сили Греції                | 6 P-3B                                     |
| Повітряні сили Ірану                         | 5 P-3F                                     |
| Повітряні сили Іспанії                       | 2 P-3A, 5 P-3B                             |
| Повітряні сили Канади                        | 18 CP-140, 3 CP-140A                       |
| Військово-морські сили Китайської Республіки | 12 P-3C (замовлені)                        |
| Військово-морські сили Республіки Корея      | 8 P-3C, 8 P-3CK                            |
| Військово-морські сили Німеччини             | 8 P-3C (до цього належали ВМС Нідерландів) |
| Повітряні сили Нової Зеландії                | 6 P-3K                                     |
| Повітряні сили Норвегії                      | 4 P-3C, 2 P-3N                             |
| Військово-морські сили Пакистану             | 10 P-3C, 3 P-3 AEW також заявлені          |
| Повітряні сили Португалії                    | 5 P-3C                                     |
| Військово-морські сили США                   | 154 P-3C                                   |
| Національна гвардія США                      | P-3 з радарами AWACS                       |
| Військово-морські сили Таїланду              | 2 P-3T, 1 VP-3T                            |
| Військово-морські сили Чилі                  | 4 P-3A                                     |
| Військово-морські сили Японії                | 101 P-3C, 5 EP-3, 1 UP-3C, 3 UP-3D         |

## Основні варіанти і тактико-технічні характеристики

### Модифікації
- P-3A — перший серійний варіант для ВМС США з турбогвинтовими двигунами Allison T56-A-10W потужністю на валу 3356 кВт (4500 к.с.); починаючи з 109-ї серійної машини, оснащувався системою виявлення підводних човнів Deltic; побудовано 157 літаків;
- P-3A (CS) — чотири літаки ВМС з більш потужним радаром для Прикордонно-митної служби США, оснащені авіаційним комплексом радіолокаційного виявлення і наведення (AEW&C/AWACS);
- EP-3A[en] — сім літаків P-3A, модифікованих для оцінювальних випробувань як літаків радіоелектронної розвідки;
- NP-3A — три літаки P-3A, використовуваних в спеціальних випробувальних цілях Науково-дослідною лабораторією ВМС США;
- RP-3A — два літаки P-3A зі складу ескадрильї океанографічних досліджень VXN-8;
- TP-3A — 12 літаків P-3A, модифікованих для тренування пілотів, без протичовнового озброєння;
- UP-3A — 38 літаків P-3A без протичовнового озброєння призначені для використання як транспортних літаків із широким спектром задач;
- VP-3A — три літаки WP-3A і два літаки P-3A, перероблені в варіанти класу VIP і штабні.
- WP-3A — чотири літаки P-3A, перероблені в 1971 для метеорозвідки, призначалися для заміни літаків WC-121 Super Constellation[en], пізніше один з них був позначений як NP-3A, а три інших — VP-3;
- P-3B — серійний варіант, починаючи зі 158-го «Оріона», оснащений турбогвинтовими двигунами Allison T56-A-14 потужністю на валу 3361 кВт (4910 к.с.) і системою виявлення підводних човнів Deltic;
- EP-3B — два літаки Р-3А радіоелектронної розвідки;
- NP-3B — один літак P-3B, перероблений в «літаючу лабораторію» Морський науково-дослідної лабораторії США;
- P-3C — серійний варіант з АСУ A-NEW; побудовано 267 машин;
- P-3C upd.1 — модернізація P-3C з новим вдосконаленим авіаційним електронним обладнанням, побудовано 31 літак;
- P-3C upd.2 — модернізація P-3C з системою інфрачервоного і акустичного виявлення, а також ракетами AGM-84 Harpoon, побудовано 44 літаків;
- P-3C upd.2,5 — модернізація P-3C оснащені системами навігації та зв'язку, інерційною системою орієнтації за допомогою підводних човнів (IACS) і стандартними підкрильними пілонами, побудовано 24 літаки;
- P-3C upd.3 — модернізація P-3C оснащені пристроями обробки акустичних сигналів і приймачем сигналів з радіогідроакустичних буїв, а також вдосконаленим блоком звукового відтворення (APU), останні 50 літаків для ВМС США;
- P-3C upd.4 — модернізація P-3C, варіант з удосконаленою системою приладів радіоелектронної розвідки, додатковим радаром AN/APS-137(V) і датчиками для виявлення малошумних підводних човнів;
- EP-3C — варіант літака P-3C радіоелектронної розвідки ВМС Японії, розроблений компанією Kawasaki;
- NP-3C — один літак P-3C, перероблений в «літаючу лабораторію» для ВМС США;
- RP-3C — літак YP-3C, модифікований для заміни моделі RP-3A;
- UP-3C — два літаки «Оріон» універсальної схеми, побудовані компанією Kawasaki для ВМС Японії;
- RP-3D — один літак P-3C, пристосований для збору даних про стан атмосфери;
- WP-3D — два літаки P-3C, використовувані Національним управлінням океанічних і атмосферних досліджень США;
- EP-3E Aries — 10 літаків P-3A і два EP-3B, перероблених для радіоелектронної розвідки, які були оснащені радарами, встановленими в великих обтічниках у верхній і нижній частинах фюзеляжу, мали підфюзеляжний обтічник радіолокаційної антени перед крилом;
- EP-3E Aries II — 12 літаків P-3C, оснащених обладнанням моделі EP-3E;
- NP-3E — різні літаки, які використовуються в якості постійних випробувальних апаратів.
- P-3F — п'ять літаків P-3C, поставлених наприкінці 1970-х років ВПС Ірану. Оснащені обладнанням для дозаправки в повітрі, сумісним з літаком-заправником KC-137;
- P-3G[en] — початкове позначення літака Lockheed LRAACA, обраного в жовтні 1988 року для заміни моделі «Оріон», який пізніше отримав позначення P-7A;
- P-3H — поліпшена розробка варіанту P-3C для заміни літака P-7A LRAACA, від якої відмовились у 1990 році;
- P-3K — шість літаків для Нової Зеландії;
- P-3N — позначення двох літаків P-3B, які використовувалися береговою охороною Норвегії для спостережень, пошуково-рятувальних операцій та навчання;
- P-3P — шість літаків P-3B ВПС Португалії, один з яких був перероблений з метою наближення до стандарту літака Update II компанією Lockheed, а решта — компанією OGMA;
- P-3W — 20 літаків P-3C-II для ВПС Австралії з процесорами AQS-901 і акустичною системою виявлення Barra;
- CP-140 Aurora[en] — 18 модифікованих літаків P-3C, оснащених протичовнової системою S-3 Viking, що були обрані в липні 1976 року для здійснення програми модернізації Аргус (Argus) і використання в якості патрульних літаків великої дальності ВПС Канади;
- CP-140A Arcturus— три літаки CP-140, оснащених обладнанням для патрулювання навколишньої місцевості і районів рибного промислу, замовлені для заміни літаків S-2 Tracker[en], що використовувалися раніше та не мали протичовнової апаратури (ASW).

### Тактико-технічні характеристики P-3C upd.4
Джерело: Airforce Technology. P-3C Orion Maritime Patrol and Anti-Submarine Warfare
Основні характеристики
- Екіпаж: 11 (5 + 6 операторів)
- Довжина: 35,61 м
- Висота: 10,27 м
- Розмах крила: 30,37 м

- Площа крила: 120,77 м²
- Крило у плані: трапецієподібне
- Маса порожнього: 27 892 кг
- Нормальна злітна маса: 61 236 кг
- Максимальна злітна маса: 64 411 кг
- Маса палива у внутрішніх баках: 28 350 кг
- Силова установка: 4 × ТВД Allison T56-A-14   по 4910 к.с. ( 3611 кВт)
- Повітряний гвинт: 4-х лопатеві Hamilton Standart
- Діаметр гвинта: 4,115 м

Льотні характеристики
- Максимальна швидкість: 761 км/год.
- Крейсерська швидкість: 608 км/год.

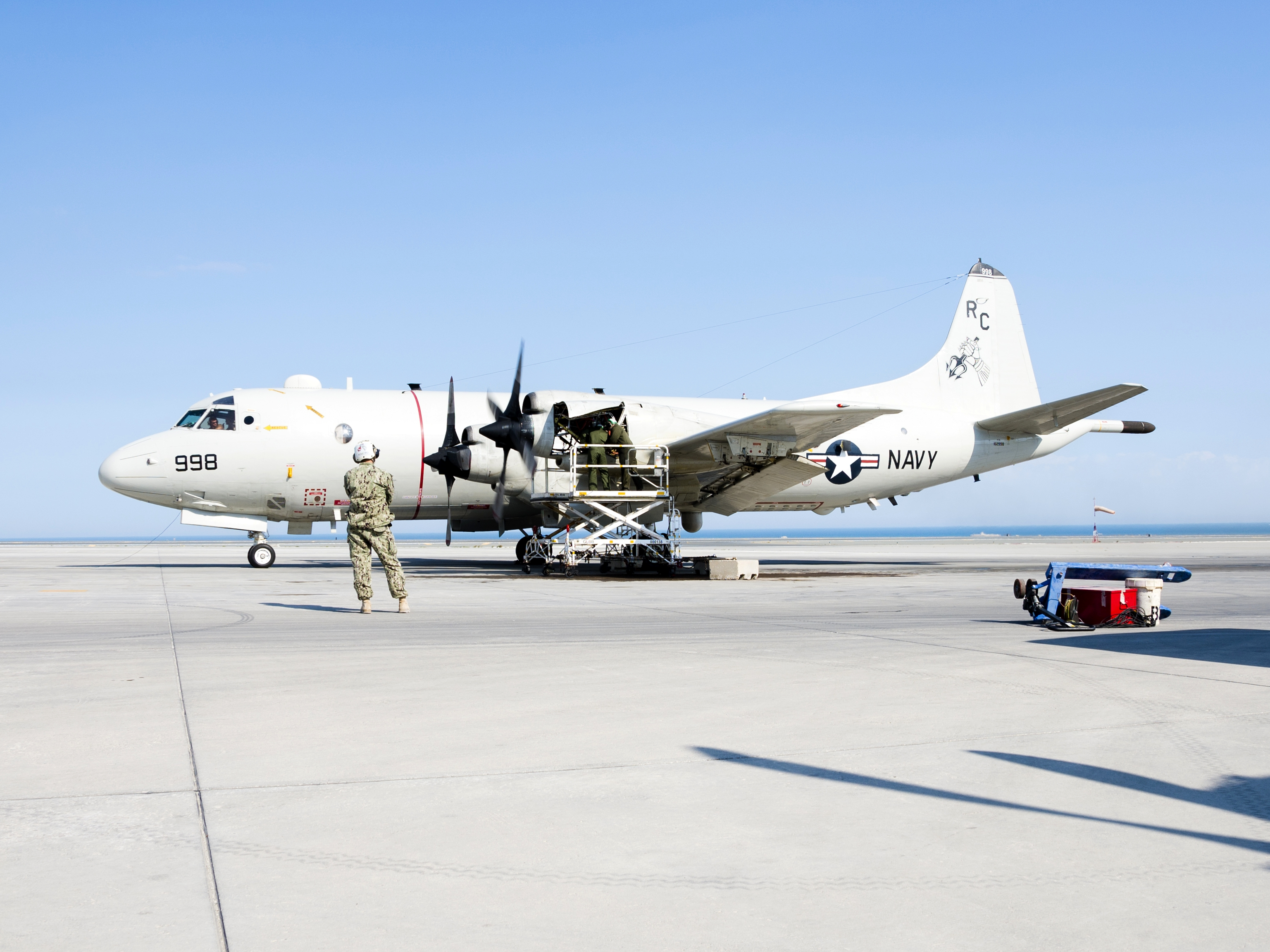
P-3C 46-ї патрульної ескадрильї (VP-46) «Grey Knights» ВМС США

- Швидкість патрулювання: 381 км/год.
- Бойовий радіус: 3835 км
- Практична дальність: 7672 км

Озброєння
- Бойове навантаження: 9072 кг у відсіку озброєння і 10 вузлах підвіски:

У відсіку озброєння:
3 10/20 кт ядерні бомби B57 або морські міни — 1 908-кг Mk.55 чи Mk.56, або 3 454-кг Mk.52, 7 Mk.60 CAPTOR або глибинні бомби — 8 157-кг глибинних бомб Mk.54 або 8 227-кг Mk.82, 3 454-кг Mk.83 чи 4 ядерні глибинні бомби Mk 101 Lulu, або протичовнові корегуємі авіабомби — 8 деструкторів Mk.38 або 3 481-кг деструктори Mk.40, або протичовнові торпеди — 8 торпед Mk.46 або 6 торпед Mk 50
На вузлах підвіски:
6 ПКР AGM-84 Harpoon або 4 AGM-84E SLAM чи 4 AGM-65 Maverick та 2 ракети самооборони типу «повітря-повітря» AIM-9 Sidewinder, або ПУ LAU-68A (7×70-мм некерованих ракет Hydra 70) чи LAU-69A (19×70-мм НАР) чи ПУ LAU-10A (5×127-мм НАР)
Авіоніка

- Радіолокаційні станції: оглядова РЛС AN/ARS-115 Raytheon, радар із синтезованою апертурою AN/APS-137D(V)5
- Система радіолокаційного розпізнавання: AN/APX-72, AN/APX-76, AN/APX-118/123
- Електронно-оптичні інфрачервоні (EO/IR) системи: AN/ASX-4 Advanced Imaging Multispectral Sensor (AIMS), AN/ASX-6 Multi-Mode Imaging System (MMIS)
- Пасивні радіотехнічні системи виявлення: AN/ALR-66 Radar Warning Receiver, AN/ALR-95(V)2 Specific Emitter Identification/Threat Warning
- Приймачі систем радіогідроакустичних буїв Julie і Jezebel: AN/ARR-78(V) та AN/ARR-72, пасивний гідролокатор AN/AQA-3
- АСУ A-NEW на базі IBM Proteus UYS-1: бортовий комп'ютер AN/ASQ-114 з акустичним процесором AN/AQA-7(V)8 DIFAR
- Детектор магнітних аномалій (MAD) AN/ASQ-81, газоаналізатор AN/ASR-3 Sniffer
- Станція РЕБ AN/ALQ-78(V)